# Noskovci
Noskovci falu Horvátországban Verőce-Drávamente megyében. Közigazgatásilag Szagyolcához tartozik.

## Fekvése
Verőcétől légvonalban 34, közúton 38 km-re keletre, községközpontjától 6 km-re északnyugatra, Nyugat-Szlavóniában, a Drávamenti-síkságon, Gornje Predrijevo és Noskovačka Dubrava között, közvetlenül a magyar határ mellett fekszik.

## Története
A település a 16. század végén, vagy a 17. század elején keletkezett pravoszláv vlachok betelepítésével, akik a török uralom idején a környező földeket művelték meg. A térség 1684-ben szabadult fel a török uralom alól, melynek során a pravoszláv lakosság valószínűleg elmenekült. A 18. században Verőce vidékéről és a Dráva folyó túloldaláról horvát családok települtek be a helyükre.
Az első katonai felmérés térképén „Dorf Noskovce” néven találjuk. Lipszky János 1808-ban Budán kiadott repertóriumában „Noszkovcze” néven szerepel. Nagy Lajos 1829-ben kiadott művében „Noszkovcze” néven 68 házzal, 397 lakossal szerepel.
1857-ben 551, 1910-ben 821 lakosa volt. 1910-ben a népszámlálás adatai szerint lakosságának 90%-a horvát, 9%-a magyar anyanyelvű volt. Verőce vármegye Szalatnoki járásának része volt. Az első világháború után 1918-ban az új szerb-horvát-szlovén állam, majd később (1929-ben) Jugoszlávia része lett. Lakossága a fiatalok elvándorlása következtében évtizedek óta folyamatosan csökkent, ma már alig a negyede a háború utáni népességnek. 1991-ben lakosságának 97%-a horvát nemzetiségű volt. 2011-ben 195 lakosa volt.

## Lakossága
| Lakosság változása | Lakosság változása | Lakosság változása | Lakosság változása | Lakosság változása | Lakosság változása | Lakosság változása | Lakosság változása | Lakosság változása | Lakosság változása | Lakosság változása | Lakosság változása | Lakosság változása | Lakosság változása | Lakosság változása | Lakosság változása |
| ------------------ | ------------------ | ------------------ | ------------------ | ------------------ | ------------------ | ------------------ | ------------------ | ------------------ | ------------------ | ------------------ | ------------------ | ------------------ | ------------------ | ------------------ | ------------------ |
| 1857               | 1869               | 1880               | 1890               | 1900               | 1910               | 1921               | 1931               | 1948               | 1953               | 1961               | 1971               | 1981               | 1991               | 2001               | 2011               |
| 551                | 671                | 610                | 650                | 717                | 821                | 795                | 826                | 779                | 772                | 721                | 557                | 427                | 305                | 237                | 195                |

## Nevezetességei
Szent Máté evangélista tiszteletére szentelt római katolikus harangtornya 1936-ban épült.

## Gazdaság
A lakosság többsége ma is a mezőgazdaságból él.